# Shigeru Ban
Shigeru Ban (in lingua giapponese: 坂 茂, Bān Shigeru; Tokyo, 5 agosto 1957) è un architetto giapponese, vincitore del Premio Pritzker nel 2014.

## Biografia
Shigeru Ban consegue la laurea in architettura nel 1984, dopo aver studiato al Southern California Institute of Architecture dal 1977 al 1980 e alla Cooper Union School of Architecture.
Fu apprendista di Arata Isozaki dal 1982 al 1983, prima di aprire un proprio studio a Tokyo, nel 1985. Durante gli anni novanta ha insegnato in varie istituzioni universitarie giapponesi e nel 1996 viene premiato in varie competizioni di architettura. Nel 2014 ottiene il Premio Pritzker per l'architettura.
Nel giugno 2020, insieme ad altri architetti, chef, premi Nobel per l'economia e leader di organizzazioni internazionali, ha firmato l'appello per un'economia viola («Per un rinascimento culturale dell'economia») pubblicato sul Corriere della Sera, El País e Le Monde.

## Opere

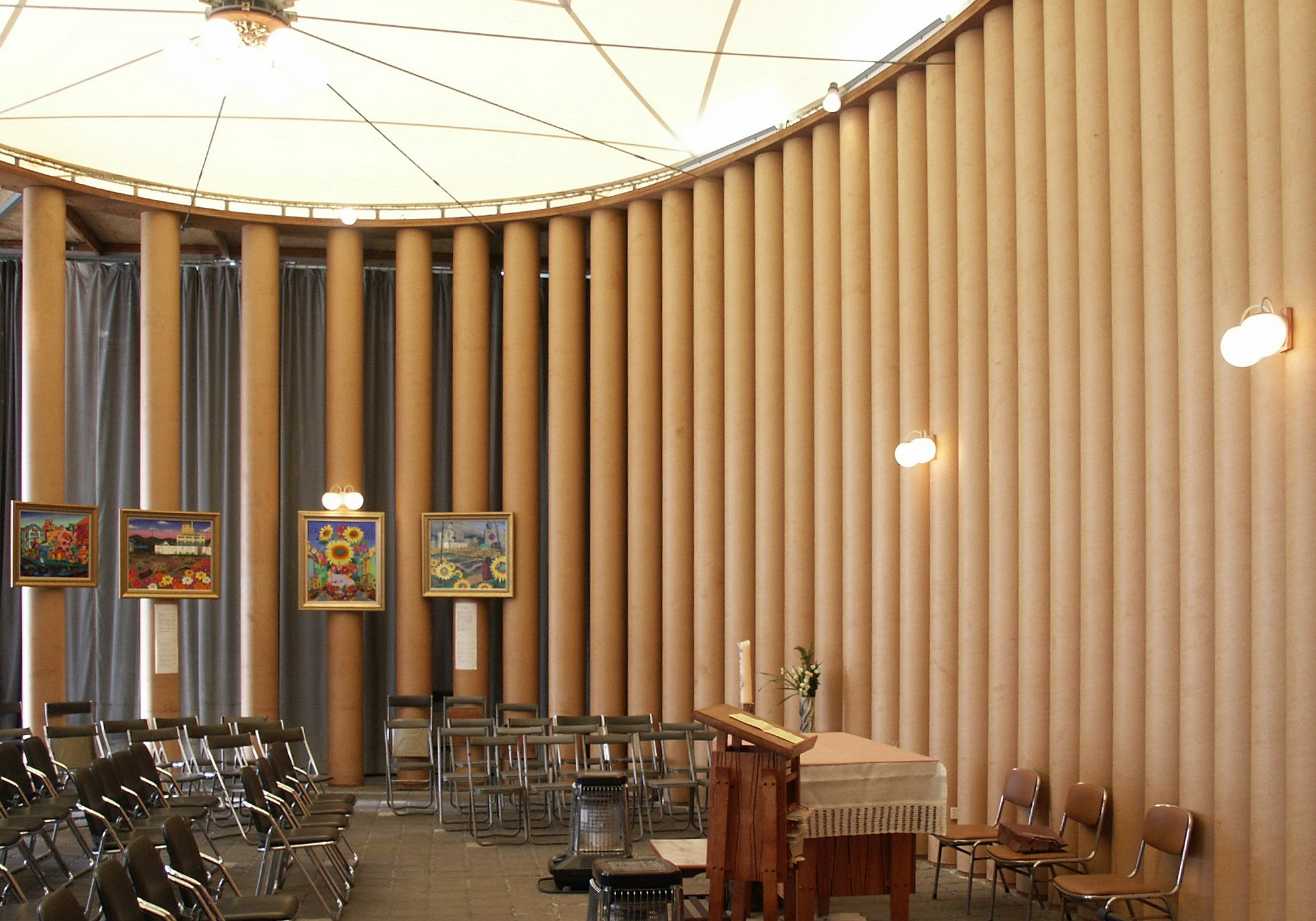
Chiesa cattolica a Takatori, realizzata da Shigeru Ban.

Shigeru Ban è famoso soprattutto per le sue ricerche nel campo delle tensostrutture, specialmente nella loro realizzazione attraverso materiali economici come il cartone o il bamboo. Ad esempio, a seguito del terremoto di Kobe del 1995, numerosi sfollati vennero alloggiati all'interno di tende, ma Shigeru Ban ideò una soluzione alternativa. Progettò delle abitazioni di 16 metri quadrati, con pareti fatte da tubi di cartone e fondazioni costituite da cassette per bottiglie di birra, riempite con sabbia.
Tecniche simili furono usate anche per ricostruire temporaneamente una chiesa di Takatori e per il padiglione giapponese presentato all'Expo 2000 di Hannover.
Shigeru Ban ha inoltre progettato particolari edifici residenziali, costruiti con metodi e materiali tradizionali, ma con alcune caratteristiche originali.
Nel 2009 ha presentato un avveniristico progetto per la sede del Conservatorio Alfredo Casella dell'Aquila, dopo le distruzioni causate dal terremoto abruzzese del 2009. Il progetto si è poi convertito in una sala da concerto da 230 posti, L'Aquila Temporary Concert Hall, completata ed inaugurata nel 2011.
Nel 2010 è stato inaugurato il Centre Pompidou-Metz, da lui progettato in collaborazione con Jean de Gastines.